# آلپاین الکترونیکس
آلپاین الکترونیکس (انگلیسی: Alpine Electronics) یک شرکت تابعه تولید لوازم الکترونیکی مصرفی است که زیرمجموعه شرکت ژاپنی تولید قطعات الکترونیکی آلپس الکتریک است و متخصص در تولید تجهیزات صوتی و تصویری اتومبیل و سیستم‌های ناوبری می‌باشد.
مقر مهندسی آلپاین در ایواکی، استان فوکوشیما، ژاپن است. آلپاین همچنین دارای امکانات تولیدی در برزیل، مجارستان، مکزیک، چین و تایلند می‌باشد.
در سال ۲۰۰۶، ۷۶ درصد از درآمد آلپاین از فروش و نصب اوای‌ام کسب شده است. ب‌ام‌و و هوندا سیستم‌های صوتی بدون مارک تولید شده توسط آلپاین، و شرکت‌هایی مانند داج و جگوار کارز سیستم‌های صوتی با مارک آلپاین را در وسایل نقلیه خود ارائه داده‌اند.